# White Man Mountain
White Man Mountain är ett berg i Kanada.   Det ligger på gränsen mellan Alberta och British Columbia, i den västra delen av landet, 3 000 km väster om huvudstaden Ottawa. Toppen på White Man Mountain är 2 967 meter över havet, eller 809 meter över den omgivande terrängen. Bredden vid basen är 15,7 km.
Terrängen runt White Man Mountain är bergig söderut, men norrut är den kuperad.Trakten runt White Man Mountain är nära nog obefolkad, med mindre än två invånare per kvadratkilometer.. Det finns inga samhällen i närheten. 
Trakten runt White Man Mountain består i huvudsak av gräsmarker.